# Abbotsbury (Regno Unito)

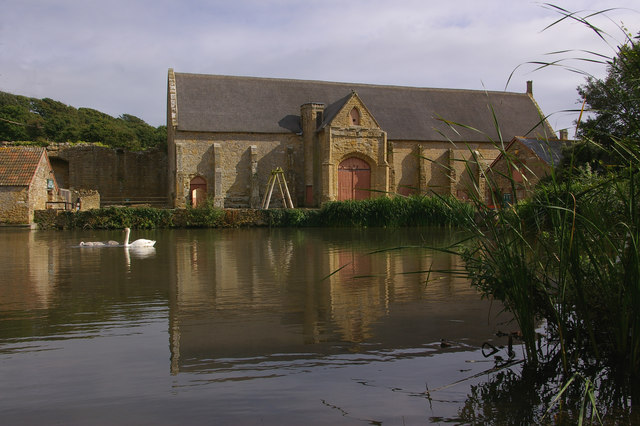
L'Abbazia di Abbotsbury

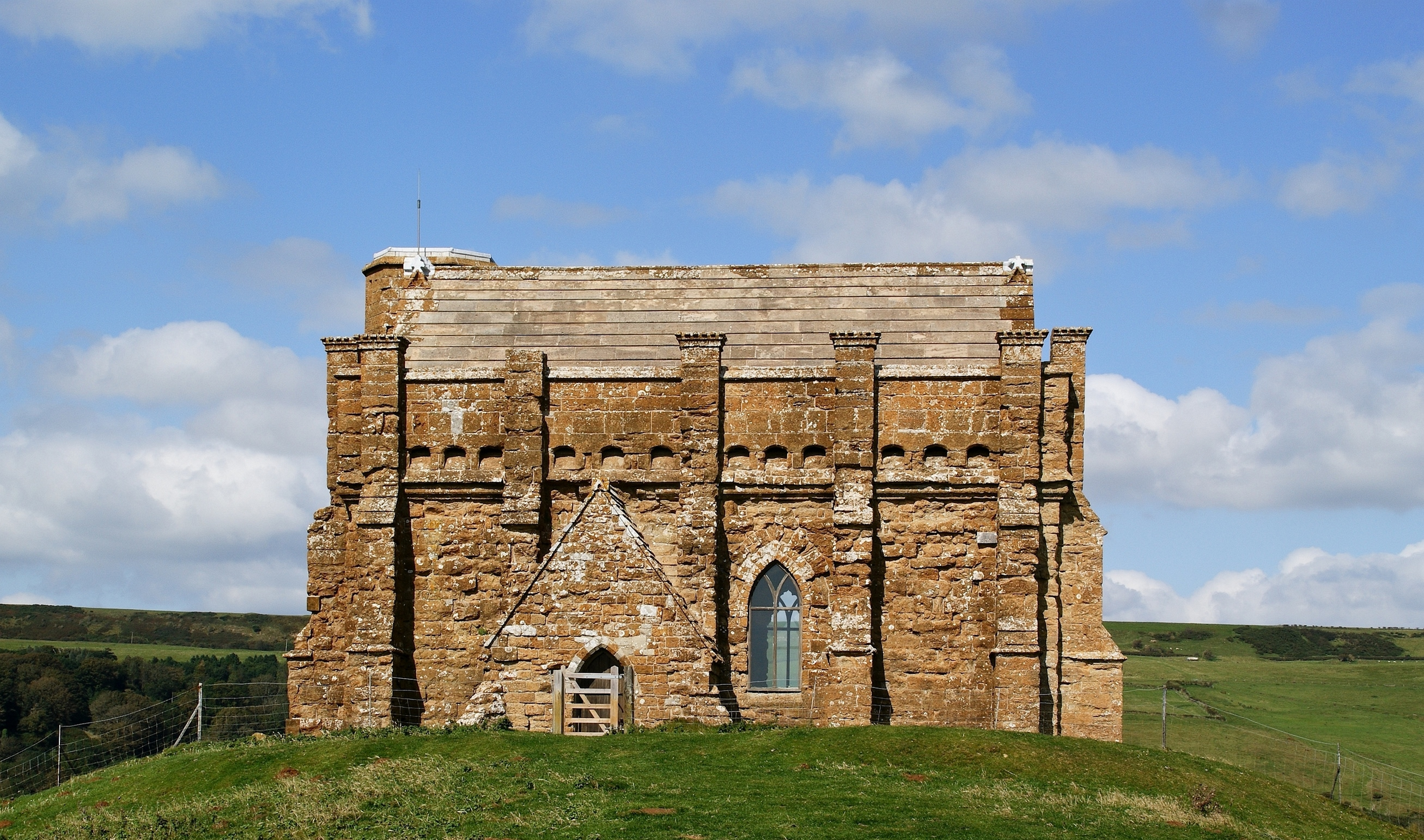
Abbotsbury: la cappella di Santa Caterina

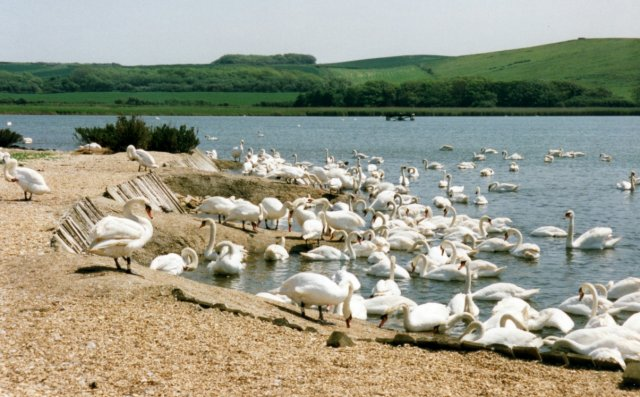
La Abbotsbury Swannery

Abbotsbury (500 ab. ca.) è un villaggio con status di parrocchia civile della contea inglese del Dorset (Inghilterra sud-occidentale), facente parte del distretto del West Dorset e situato lungo la Chesil Beach, un tratto della Jurassic Coast (costa sulla Manica del sud-ovest dell'Inghilterra).

## Etimologia
Il nome della località fa riferimento alla presenza di un'abbazia in loco.

## Geografia fisica

### Collocazione
Abbotsbury si trova nei dintorni di Dorchester e Weymouth (rispettivamente a sud-est della prima e a nord-ovest della seconda), a circa 55 km ad ovest di Poole.

## Società

### Evoluzione demografica
Al censimento del 2001, Abbotsbury contava una popolazione pari a 481 abitanti.

## Storia
La zona fu occupata dai Romani intorno al 44-43 a. C.
Nel IX secolo, il villaggio finì sotto la giurisdizione dell'abbazia di Glastonbury.
Durante il XIV secolo, Abbotsbury fu colpita dalla "morte nera", che uccise molti dei monaci e fu oggetto di numerosi tentativi di invasione.
Nel corso della guerra civile inglese, il villaggio divenne di proprietà di John Strangways, sostenitore delle truppe reali. Gli Strongways erano una famiglia proveniente dallo Yorkshire e trasferitasi nel sud dell'Inghilterra nel corso del XV secolo.
Nel 1885, fu aperta la ferrovia che collegava Abbotsbury a Weymouth.

## Architettura
L'architettura di Abbotsbury si caratterizza per la presenza di edifici in pietra dal tetto di paglia ed edifici a graticcio.

### Edifici e luoghi d'interesse

#### Abbazia di Abbotsbury
Tra gli edifici principali di Abbotsbury vi è l'abbazia benedettina, fondata nel 1026 (o 1044 da Orc, un danese facente parte della corte di re Canuto, e da suo moglie Thola.

#### Castello di Abbotsbury
Nel villaggio sono visibili i resti di un forte risalente all'Età del Ferro e distrutto in epoca romana.

#### Cappella di Santa Caterina
Su una collina del villaggio si erge la cappella di Santa Caterina (St Catherine's Chapel), un edificio in stile gotico costruito dai monaci come luogo di ritiro nel XIV-XV secolo.
Si tratta di uno dei rari edifici scampati alle distruzioni seguite alla riforma protestante, in quanto importante punto di riferimento dei naviganti. Essendo dedicato a Santa Caterina, patrona delle nubili, l'edificio divenne molto popolare presso la popolazione femminile, che vi si recava per pregare di trovare marito, come dimostra quest'antica preghiera:
A Husband, St Catherine,

A handsome one, St Catherine,

A rich one, St Catherine,

A nice one, St Catherine,

And soon, St Catherine

#### Abbotsbury Swannery
Altro luogo celebre di Abbotsbury è l'Abbostbury Swannery, una riserva per i cigni, fondata dai monaci nel XIV secolo e situata dietro la spiaggia di Chesil.

#### Sub Tropical Gardens
Altra attrazione dei dintorni di Abbotsbury sono i Sub Tropical Gardens, giardini subtropicali con rare piante esotiche.